# MSC Seaside
MSC Seaside — первое круизное судно класса Seaside, построенное для MSC Cruises. Судно рассчитано на 5119 гостей и 1413 членов экипажа. На момент спуска это было 14-е крупнейшее круизное судно в мире, после Freedom of the Seas и Independence of the Seas. Это крупнейшее круизное судно, когда-либо построенное Fincantieri и имеет уникальный аквапарк, построенный канадской фирмой WhiteWater West.
Примерная стоимость строительства судна MSC Seaview оценивается в 700 миллионов евро.

## История
22 мая 2014 года компания MSC Cruises  заказала у Fincantieri два новых судна класса Seaside MSC Seaside и MSC Seaview с датой сдачи ноябрь 2017 года и май 2018 года.
Строительство судна началось 22 июня 2015 года с первого сварочного шва.
Закладка киля состоялось 4 марта 2016 года.
21 апреля 2016 состоялась традиционная церемония монетой.
26 ноября 2016 судно было успешно спущено на воду.
Судно отправилось в свое первое плавание к берегам карибских островов, где и будет осуществлять свои первые круизы.
29 ноября 2017 состоялась передача судна компании MSC Cruises.
30 ноября 2017 введение в эксплуатацию судна.
21 декабря 2017 года в порт города Майами состоялась торжественная церемония крещения, после чего он отправится в свой первый рейс.